# Municipio de Fabius (Iowa)
El municipio de Fabius (en inglés: Fabius Township) es un municipio ubicado en el condado de Davis en el estado estadounidense de Iowa. En el año 2010 tenía una población de 171 habitantes y una densidad poblacional de 1,84 personas por km². El municipio tiene seis cementerios: Burgher, Hopkins, Hornos, Johnson, Newton y Washington.

## Geografía
El municipio de Fabius se encuentra ubicado en las coordenadas 40°38′14″N 92°35′18″O / 40.63722, -92.58833. Según la Oficina del Censo de los Estados Unidos, el municipio tiene una superficie total de 92.82 km², de la cual 92,68 km² corresponden a tierra firme y (0,14 %) 0,13 km² es agua.

## Demografía
Según el censo de 2010, había 171 personas residiendo en el municipio de Fabius. La densidad de población era de 1,84 hab./km². De los 171 habitantes, el municipio de Fabius estaba compuesto por el 97,66 % blancos, el 0,58 % eran asiáticos y el 1,75 % eran de una mezcla de razas. Del total de la población el 0 % eran hispanos o latinos de cualquier raza.